# Руш
Руш — река в Свердловской области России, течёт с востока на запад на юге города Нижнего Тагила. Исток реки находится на горе Целовальникова. Устье реки находится в 311 км по правому берегу реки Тагил, впадает в Тагильский пруд в районе железнодорожной станции Старатель, образуя при устье небольшой залив, через который ведут каменный железнодорожный и висячий пешеходный мосты. Длина реки составляет 12 км.
По названию реки названы расположенные неподалёку санаторий-профилакторий и коллективный сад.

## Данные водного реестра
По данным государственного водного реестра России относится к Иртышскому бассейновому округу, водохозяйственный участок реки — Тагил от истока до города Нижний Тагил, без реки Чёрной, речной подбассейн реки — Тобол. Речной бассейн реки — Иртыш.
Код объекта в государственном водном реестре — 14010501412111200005249.